# Loc-Eguiner-Saint-Thégonnec
Loc-Eguiner-Saint-Thégonnec (en bretón Logeginer-Sant-Tegoneg) era una comuna francesa situada en el departamento de Finisterre, de la región de Bretaña, que el 1 de enero de 2016 pasó a ser una comuna delegada de la comuna nueva de Saint-Thégonnec-Loc-Eguiner al fusionarse con la comuna de Saint-Thégonnec.

## Demografía
| Gráfica de evolución demográfica de Loc-Eguiner-Saint-Thégonnec entre 1876 y 2013 |
|                                                                                   |

Los datos demográficos contemplados en este gráfico de la comuna de Loc-Eguiner-Saint-Thégonnec se han cogido de 1800 a 1999 de la página francesa EHESS/Cassini, y los demás datos de la página del INSEE.